# شارنیتز
شارنیتز (به آلمانی: Scharnitz) یک منطقهٔ مسکونی در اتریش است که در اینسبروک لند واقع شده‌است. شارنیتز ۱۵۸٫۷۷ کیلومتر مربع مساحت دارد ۹۶۴ متر بالاتر از سطح دریا واقع شده‌است.

## خواهرخوانده
شهر پلاتلینگ خواهرخواندهٔ شارنیتز هست.